# Stadion im. Giwiego Czocheliego
Stadion im. Giwiego Czocheliego – stadion sportowy w Telawi, w Gruzji. Obiekt może pomieścić 12 000 widzów. Swoje spotkania rozgrywają na nim piłkarze klubu SK Telawi (w przeszłości grali na nim także zawodnicy zespołu Kacheti Telawi). Stadion nosi imię Giwiego Czocheliego.